# 马来西亚华人史
马来西亚华人大规模移居南洋的历史是在清代鸦片战争之后开始，英属马来亚与婆罗洲的英殖民政府因《北京条约》大量引入华工，一直到马来西亚独立建国之后，华人已成为当地的第二大族群。而当今马来西亚华人主要由清末民初的中国移民组成。

## 古代
據《水經注》引《晉書地道記》，漢朝日南郡朱吾縣居民不滿縣吏苛政，逃至馬來半島屈都昆。
據中國古籍記載，於唐朝時期就已有少量唐人南下馬來半島一帶進行商業活動；《新唐書》記載，吉蘭丹在667和669年向唐朝獻方物；柔佛是商人往來湊集之地，年年都有商人乘船到廣州。。當時唐人主要是暫居經商，並無大量定居。
元朝時馬來半島古國龍牙門已有中國人和當地人通婚雜居。

## 近代
到了明代，鄭和下西洋時曾多次在馬六甲（明史稱為滿剌加）停留，後來將馬六甲、巨港（今屬印尼）、泗水（今屬印尼）等營建成其船隊的大本營。至今馬六甲仍然留有大量與鄭和有關的遺蹟。
一些華人因為和當地人通婚，開始在馬六甲定居，漸漸受馬來文化影響，繁衍開來。此時開始，華人開始在馬六甲形成聚落定居，成為組成馬六甲重要的一個民族。明 朝衰弱後，這些通婚華人的後裔由於交通不便、明朝閉關政策等因素，開始與祖國關係疏遠。在與本土文化相互交融的情況下，他們逐漸形成一支新的民族——娘惹峇峇（Nyonya-Baba）。娘惹峇峇的母語也由方言（主要是福建話）慢慢轉變成夾雜方言以及馬來語的娘惹峇峇語（Peranakan Hokkien），但依然保留了各種明代的風俗儀式。
明末年間，许多不愿投降的反清義士也流亡南洋。嘉慶年間廣東嘉應縣人葉亚來，流寓新加坡。嘉慶末年，柔佛王下令驅逐華人。柔佛華人推舉叶亚来為首，率领众人战胜柔佛首相；叶亚来购买军械，遣人返国，纠集嘉应县及邻村族人万余，渡海到柔佛，血战八年，平定柔佛全境。其時檳榔嶼華人，與土人衝突，葉來率眾助戰，三年平定檳榔嶼。後葉來自量不敵英國勢力，將此二地主權交與英國，自保土地所有權。光緒初年在雪蘭莪和霹靂州采錫礦的華工有十幾萬人。雪蘭莪王待華工苛刻，華工奮勇戰鬥，平定雪蘭莪。其時霹靂州華人也平定霹靂。

## 當代
而華人大量移民今馬來西亞各地則是從鴉片戰爭後開始，當時清朝戰敗，英法与清朝簽署《北京條約》， 清廷承認國民前往海外謀生的權利，由於當時英國殖民者需要大量的人力資源以開發馬來亞半島，大量的華工（或稱為苦力）從中國輸入到馬來亞半島成為礦工、種 植工人等。在蒸汽船使用後，華僑南來的數量更是急劇上升。此期華人移民人數已經大幅度超越早期的娘惹峇峇，所以被早期定居的人稱為「新客」。此時華工們的僑鄉意識濃厚，多半希望賺夠錢後衣錦還鄉，故沒有扶老攜幼全家移民馬來，導致當時馬華主族群的男女比例嚴重失衡。
時至1929年，全球開始經濟大蕭條，英殖民政府停止輸入中國勞工。此時，華僑婦女開始大量移民馬來亞，男女人口比例結構趨向平衡。而後，由於世界進入冷戰時代，英屬馬來亞正值馬共武裝叛亂，移民條例收緊，中國來馬的移民潮逐漸減少甚至停止。此後，華人參與了馬來亞獨立運動與馬來西亞的建國運動，並在當地繁衍開來。